# 稲垣定淳
稲垣 定淳（いながき さだあつ、宝暦12年6月11日（1762年7月31日）- 天保3年11月8日（1832年11月29日））は、近江山上藩の第5代藩主。
第4代藩主稲垣定計の長男。母は松平忠暁の娘。正室は小出英常の娘。子は稲垣定成（長男）、娘（小笠原長厚室）。官位は従五位下、若狭守。幼名は藤五郎。
安永8年（1779年）6月15日、将軍徳川家治に御目見する。天明元年12月16日（1782年）、従五位下・若狭守に叙任する。寛政4年（1792年）11月20日、父の隠居で跡を継いだ。文化5年（1808年）1月、大坂定番を命じられる。文政6年（1823年）9月5日、長男の定成に家督を譲って隠居し、天保3年（1832年）11月8日に71歳で死去した。法号は桃石院如蘭鉄筆大居士。墓所は群馬県伊勢崎市の天増寺。

## 系譜
父母
- 稲垣定計（父）
- 松平忠暁の娘（母）

正室
- 小出英常の娘

子女
- 稲垣定成（長男）生母は正室
- 小笠原長厚室